# Ronastar (schip, 1957)
De Ronastar was een Noorse tanker die in 1965 bij Verolme Tank Cleaning aan de Professor Gerbrandyweg in de Botlek bij Rotterdam explodeerde bij het schoonmaken van de tanks.

## Geschiedenis tot de ramp
Al in 1951 werd  het schip als vrachtschip van zo 'n 9000 ton DWT besteld bij de werf. Dat werd later eerst omgezet naar een tanker van 18 250 ton DWT, en door de ontwikkelingen in de markt werd het schip onder de naam FJORDAAS gaandeweg steeds groter tot 35 881 ton DWT. De brug lag midscheeps, de motor en de machinekamer waren op het achterschip. Het had 33 ladingtanks, verdeeld over 11 compartimenten met elk drie tanks. De eerste reis ging naar de Perzische Golf en het schip pendelde jarenlang tussen de Perzische Golf en Europa.
In december 1957 werd het schip bij het invaren voor Amsterdam in dichte mist van achteren aangevaren door een Zweeds vrachtschip. Daar hadden de loods en de kapitein te veel snelheid aangehouden zonder voldoende uitkijk te houden.
In januari 1964 liep het machineschade op op ongeveer 280 mijl ten noordoosten van Gibraltar. De Noorse sleepboot Hercules heeft het schip naar Malta gesleept, waar het op 15 januari 1964 aankwam. Op 16 november 1964 werd het schip verkocht aan Saanum in Mandal en omgedoopt tot RONASTAR.

## Het verloop van de ramp
In juni 1965 was de Ronastar leeg vertrokken uit Duinkerke met bestemming Rotterdam voor een reparatie op de Verolme reparatiewerf op het eiland Rozenburg. Maar voordat met de reparatie kon worden begonnen, moesten de tanks van het schip schoongemaakt worden. Daarbij werden de lege tanks eerst ontlucht en gasvrij gemaakt. Met een zogeheten butterworth (een ronddraaiende en om zijn as roterende sproeier) werd de aan de tankwanden aangekoekte olie met heet water onder hoge druk weggespoten. De slop, het water-oliemengsel, is daarna uit de tanks gepompt en in een aparte installatie weer gescheiden, zodat de olie herbruikt kon worden. Het probleem is dan nog dat in zo'n geval de hoeken en randen van de tanks koek blijft vastzitten, dus vervolgens moeten de classificeerders in de tanks afdalen om met scheppen en emmers de laatste resten van de wanden te schrapen. Rond 1965 werd dit vuile en gevaarlijke werk veelal gedaan door zwartwerkers, die via koppelbazen werden geronseld.
In de avond van 15 juni 1965 waren de tanks 1 tot en met 7 van het schip al machinaal en met de hand schoongemaakt. Een aantal tanks in compartimenten 8, 9 en 10 zijn door de butterworth behandeld, maar moesten nog met de hand van de resterende oliekoek ontdaan worden. Rond 23:30 uur volgden kort na elkaar twee zeer zware explosies tussen de brug en de machinekamer, die met een grote vuurbal dekken en de bakboord- en stuurboordzijde uit het schip bliezen. Er brak onmiddellijk een hevige brand uit in de nog niet volledig schoongemaakte tanks en de midden-accommodatie, die vanwege het explosiegevaar slechts op afstand geblust kon worden.
De brand werd bestreden door de bedrijfsbrandweer van Verolme, gevolgd door de brandweer uit Rozenburg en Rotterdam en boten van de Havendienst Rotterdam. Ook personeel van de Hr.Ms. De Ruyter, die bij de werf van Verolme lag, hielp mee. Ze brachten schuimblussers en extra slangen en klommen aan boord van het fel brandende schip en doorzochten de bemanningsverblijven. Er werd niemand meer aangetroffen en het schip moest worden verlaten, de hitte en de kans op meer explosies waren dan al te groot. Het was gelijk al duidelijk dat veel werknemers werden vermist. De Havendienst XI was in de buurt en sloeg groot alarm. De bemanning van de Ronastar kon niet meer via de loopplank van boord. Op het achterschip konden ze zich met een reddingsboot bevrijden. De havendienstboot haalde een aantal mensen, die door de explosies van boord waren geslagen, uit het water en daarna ook overlevenden van het voorschip. De brand werd op afstand met water- en schuimkanonnen vanaf de wal en vanaf de blusboten bestreden. De volgende ochtend was tegen 04.00 uur de brandweer de brand meester. Het schip was toen al door de explosie, de verzwakking en hitte doormidden gebroken en gedeeltelijk gezonken. Het lag met het middenschip op de bodem. Pas toen het schip min of meer was afgekoeld kon het zoeken naar slachtoffers beginnen. Doordat de zwartwerkende classificeerders nergens geregistreerd stonden, was het lang onduidelijk hoeveel mensen er vermist werden. Pas na geruime tijd werden in het schip de lichamen van 16 schoonmakers gevonden en geborgen. De leden van de bemanning, waaronder vrouwen en kinderen, hadden allen het ongeluk overleefd. De oorzaak van de explosies is nooit vastgesteld.

## Herstel na de ramp
Het schip werd total loss verklaard en werd met twee drijvende bokken en bergingsvaartuigen door W.A. van den Taks Bergingsbedrijf geborgen. Het werd half oktober naar Wilton-Fijenoord in Schiedam gebracht. Daar kwamen er drie dokken aan te pas om van de Ronastar weer een volwaardig schip te maken, een operatie die pakweg een jaar duurde. De beschadigde middensectie werd voor de sloop verkocht aan Eckhardt & Co. in Hamburg. De rest van het wrak werd verkocht aan Marlow Wangen, de rederij van Jørgen P. Jensen op Hisøy, die het bij Wilton-Feijenoord liet ombouwen tot bulkcarrier met een nieuw en groter voorschip. Ook het achterschip werd vergroot. Het kreeg daarmee nieuwe afmetingen. Lengte: 224,64 meter, BRT: 27 362, Net: 18 378, DWT: 42 800. De nieuwe naam werd Condo. In 1972 werd het schip verkocht naar Kristiansand en hernoemd als Hervang. En in 1974 opnieuw verkocht, nu naar Italië, waarbij het werd vernoemd naar Falcone. Daar werd het schip in 1983 in La Spezia gesloopt.

## Trivia
- Tony Dalton, een van de opvarenden in 1965, had een scheepskat, die hij als kitten had meegenomen uit Mina al Ahmadi.[7] Die huisde in de radiohut en weigerde altijd een uitstapje aan land als het schip voor de wal lag, zelfs al zij werd gedragen. Tot de bewuste avond van 15 juni 1965 voor de wal bij Verolme, waar de tanks werden schoongemaakt. Het beest raakte opgewonden, ging piepen en miauwen en liep de radiohut uit. Door een patrijspoort zag hij dat ze hem smeerde over de loopplank en verdween. Op het moment dat ze aan wal kwam explodeerde het schip. Kennelijk voelde het beest de catastrofe aankomen. Ze werd nooit meer teruggezien.